# 몬도 카네
《몬도 카네》(이탈리아어: Mondo Cane)는 1962년 괄티에로 야코페티, 파올로 카바라, 프랑코 프로스페리가 감독한 이탈리아 몬도 다큐멘터리 영화이다. 제목은 한국어로 의역하면 ‘개 같은 세상’이라 할 수 있다. 치네리츠 필름에서 제작, 배급하였으며 스페타노 시발디가 해설을 담당하였다.
영화 내용이 상당히 충격적이었기 때문에, 전 세계에서 큰 화제가 되었고, 흥행에서 큰 성공을 거두었다. 이 영화는 몬도 영화라는 엑스플로이테이션 다큐멘터리 영화 장르의 시초로 여겨진다.

## 내용
미개 지역이나 문명 사회를 가리지 않고 세계 각국의 기괴하고 엽기적인 풍습을 찾아내어 이를 다큐멘터리 형식으로 표현했다. 아프리카인들이 행하는 기이한 행동, 유리 가루를 바른 나무 조각으로 다리에 상처를 내며 거리를 뛰어다니는 이탈리아 한 마을의 풍습, 대만의 개고기 음식점, 엽기적인 음식을 파는 뉴욕의 레스토랑, 투우에 광적으로 몰입하는 포르투갈의 모습, 비행기의 잔해를 천국으로부터의 메시지로 믿는 원시 부족 등을 소재로 한다.